# Acuífero Guaraní

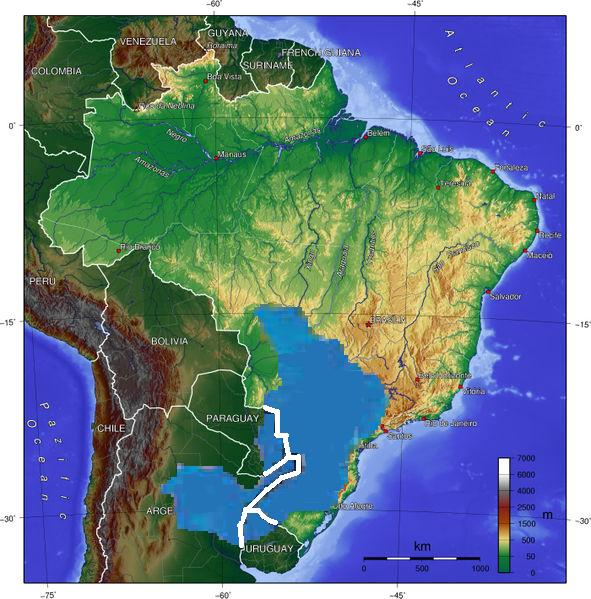
Lage des Acuífero Guaraní in Südamerika

Der Acuífero Guaraní (so spanisch; portugiesisch Aquífero Guarani, früher Aqüífero Guarani) in Südamerika ist ein über 1.200.000 Quadratkilometer großer Grundwasserleiter unter dem Siedlungsgebiet der Guaraní-Indianer.

## Geographie
Der Aquifer ist eng mit dem Fluss- und Seensystem der Cuenca del Plata verbunden. Daher besteht die Gefahr der Salzwasserintrusion. Die Wasserhauptentnahmezone liegt im Dreiländereck Triple Frontera.
Im Einzelnen verteilt sich der natürliche Wasserspeicher flächenmäßig auf folgende Länder
- Brasilien – 840.000 km² (~70 % der Gesamtfläche)
- Argentinien – 225.500 km² (~19 % der Gesamtfläche)
- Paraguay – 71.700 km² (~6 % der Gesamtfläche)
- Uruguay – 58.500 km² (~5 % der Gesamtfläche)

## Wirtschaftliche Bedeutung
Das zwischen 50 und 1.500 Metern tief liegende Süßwasser ist eines der drei größten Vorkommen von Süßwasser auf der ganzen Welt. Entsprechend stark sind die wirtschaftlichen Interessen an der Erschließung und der zukünftigen Ausbeutung der Reserven. Ein Teil der Projekte in Richtung Wasserprivatisierung – zugunsten von multinationalen Konzernen wie GDF Suez, Bechtel Corporation und Thames Water – wurde auch durch die Weltbank finanziert. Gleichzeitig ist die Güte des natürlichen Grundwassers durch Pestizideinbringung unter anderem aus dem Sojabohnenanbau gefährdet, sodass aktiver Gewässerschutz gefordert wird. Das Forstunternehmen Weyerhaeuser plant zu diesem Zwecke eine Aufforstung des bisherigen Weidelandes mit Eukalyptus oder Pinien zur Zelluloseherstellung.